# Romain Feillu
Romain Feillu (Châteaudun, 16 april 1984) is een Frans voormalig wielrenner, actief tussen 2005 en 2019. Zijn jongere broer Brice was eveneens wielrenner.

## Carrière
De specialiteit van Romain Feillu was de massasprint terwijl zijn broer Brice een klimmerstype was. Romain heeft ook een iets kleiner gestalte. Hij brak door in 2007 toen hij een etappezege en enkele ereplaatsen behaalde in de Ronde van Luxemburg. Een maand later eindigde hij in de Ronde van Frankrijk meerdere malen in de top vijf, tot hij afstapte in de achtste rit. In de Tour van 2008 veroverde Feillu in de derde etappe het geel. Feillu zat mee in een ontsnapping met Samuel Dumoulin, William Frischkorn en Paolo Longo Borghini. De dag erna verloor hij in de individuele tijdrit het geel aan de Stefan Schumacher.
In 2010 ging Feillu naar Vacansoleil-DCM. Toen deze ploeg eind 2013 werd opgeheven, ging hij in 2014 aan de slag bij wielerploeg Bretagne-Séché Environnement.

## Overwinningen
2006
Eindklassement Ronde van de Somme
2007
Boucles de l'Aulne
3e etappe Ronde van Luxemburg
Eindklassement Ronde van Groot-Brittannië
Parijs-Bourges
2008
Boucles de l'Aulne
2009
2e etappe Ronde van Picardië
4e etappe Ronde van de Limousin
GP Fourmies
2010
4e etappe Ronde van Burgos
Puntenklassement Ronde van Burgos
2e etappe Ronde van de Ain
GP Fourmies
2011
2e, 3e en 4e etappe Ronde van de Middellandse Zee
Puntenklassement Ronde van de Middellandse Zee
Ronde van de Finistère
2e etappe Ronde van Picardië
Eindklassement Ronde van Picardië
5e etappe Omloop van Lotharingen
5e etappe Ronde van Luxemburg
2015
Route Adélie de Vitré

## Resultaten in voornaamste wedstrijden
| Jaar | Ronde van Italië | Ronde van Frankrijk | Ronde van Spanje |
| ---- | ---------------- | ------------------- | ---------------- |
| 2007 |                  | opgave              |                  |
| 2008 |                  | buiten tijd         |                  |
| 2009 |                  | opgave              |                  |
| 2010 |                  |                     |                  |
| 2011 |                  | opgave              |                  |
| 2012 | opgave           |                     |                  |
| 2013 |                  |                     |                  |
| 2014 |                  | 150e                |                  |
| 2015 |                  |                     |                  |
| 2016 |                  |                     |                  |
| 2017 |                  |                     |                  |
| 2018 |                  |                     |                  |

| Jaar | Milaan-San Remo | Gent-Wevelgem | Parijs-Brussel | Parijs-Tours | Bretagne Classic |  | WK op de weg |  | Wereldranglijsten |
| ---- | --------------- | ------------- | -------------- | ------------ | ---------------- |  | ------------ |  | ----------------- |
| 2007 |                 |               |                | 10e          | 11e              |  | opgave       |  |                   |
| 2008 |                 |               |                |              | 8e               |  |              |  |                   |
| 2009 |                 |               | 8e             | 26e          |                  |  |              |  | 199e (UWK)        |
| 2010 |                 | 61e           | Zilver         | 6e           | 10e              |  | 10e          |  | 230e (UWK)        |
| 2011 | 42e             | 104e          | 17e            | 34e          |                  |  | 6e           |  | 113e (UWT)        |
| 2012 |                 |               | 74e            |              |                  |  |              |  |                   |
| 2013 |                 |               |                | opgave       |                  |  |              |  |                   |
| 2014 |                 |               | 13e            | 102e         | 38e              |  |              |  |                   |
| 2015 |                 |               | opgave         | 48e          |                  |  |              |  |                   |
| 2016 |                 |               |                | 14e          |                  |  |              |  |                   |
| 2017 |                 |               |                | 146e         |                  |  |              |  |                   |
| 2018 |                 |               |                | opgave       |                  |  |              |  |                   |

## Ploegen
- 2005 –  Agritubel (stagiair)
- 2007 –  Agritubel
- 2008 –  Agritubel
- 2009 –  Agritubel
- 2010 –  Vacansoleil Pro Cycling Team
- 2011 –  Vacansoleil-DCM Pro Cycling Team
- 2012 –  Vacansoleil-DCM Pro Cycling Team
- 2013 –  Vacansoleil-DCM Pro Cycling Team
- 2014 –  Bretagne-Séché Environnement
- 2015 –  Bretagne-Séché Environnement
- 2016 –  HP BTP-Auber 93
- 2017 –  HP BTP-Auber 93
- 2018 –  St Michel-Auber 93
- 2019 –  St Michel-Auber 93